# Hamza District
Hamza District (arabiska: قضاء الحمزة) är ett distrikt i Irak.   Det ligger i provinsen Al-Qadisiyya, i den centrala delen av landet, 190 km söder om huvudstaden Bagdad.
Följande samhällen finns i Hamza District:
- Nāḩiyat ash Shināfīyah